# Werner Van Hoylandt
Werner Van Hoylandt, né le 17 mars 1951 à Reet, en Belgique, est un peintre belge.

## Biographie
Il s'installe près de Saint-Céré dans le département du Lot en 1983. Il est très attiré par la peinture réaliste et s'inspire des techniques des maîtres flamands du XVIIe siècle. Il collectionne les prix, et ses œuvres se trouvent dans de nombreux pays : France, Belgique, États-Unis, Pays-Bas, Angleterre, Japon, Chine, Canada, Espagne, Russie... Il s'impose rapidement comme un des grands du genre trompe-l'oeil-réalité.
Il rapporte de partout des objets ou il en fabrique lui-même qu'il se plaît à montrer au visiteur et chacun introduit une histoire à l'intérieur de ses tableaux : un jouet - un outil - une boite à poudre des cavaliers de fantasia ... Mais il ne cultive pas le détail pour ce qu'il est : ces objets qu'il aime et qu'il peint proviennent de son propre univers et de la sorte chaque toile s'inscrit dans son vécu et sa vie affective. Il en réinvente aussi la texture allant jusqu'à représenter la poussière déposée sur une nappe, les coups sur un mur de plâtre ... ou une mouche sur un torchon qu'on voudrait chasser. 
Peintre réaliste, il maîtrise parfaitement aussi bien la technique de la peinture à l’huile que l’aquarelle ou la tempera une technique ancienne. Il est aussi le spécialiste du trompe-l’œil (Salon des Indépendants au Grand Palais à Paris en 1993), non sans une pointe d’humour et de dérision quelquefois.
Peintre aux références internationales, Werner Van Hoylandt expose à Anvers, Amsterdam, Londres, Monaco, au Salon d'automne , et autres pays comme, États-Unis,Canada, Chine, Japon, Russie, Espagne, Hollande... 
Ses réalisations en trompe-l'œil et ses représentations de poupées lui ont valu d'être exposé aux côtés d'artistes célèbres comme Dali, Chagall, Magritte, Utrillo.

## Exposition
1969      Château SCHOTEN — Exposition de groupe ANVERS (BELGIUM)
1975      Galerie CAMPO — exposition de groupe «NIEUWE KLASSIEKE ANTWERPSE SCHOOL»  ANVERS (BELGIUM)
1976     Exposition à la mairie de Reet   REET (BELGIUM)
1977     Galerie CAMPO, pour le 80ème anniversaire de CAMPO à côté des grands maîtres « DALI — MARGRITTE — UTRILLO »   ANVERS (BELGIUM)
1978     VLAAMSE KUNST, ARTI et AMICITIAE  (HOLLAND)
1979      Prix de JACOB JORDAENS  (BELGIUM)
1980      Galerie CAMPO — exposition particulière     (BELGIUM)
1981       Galerie SALON CENENAIRE   ANVERS    (BELGIUM)
1983 Salon d’automne  PARIS   (FRANCE)
1984 Galerie J.AURIEL — exposition particulière TOULOUSE (FRANCE)
1984 Salon d’automne  PARIS  (FRANCE)
1985 1er prix de 5ème FESTIVAL DE L’ART EN THOLOSIE D’ESCALQUENS  TOULOUSE (FRANCE)
1985 Salon d’automne PARIS (FRANCE)
1985 Musée ROYBET-FOULD - Quinze peintres inspirés par la poupée : Jean Pierre Alaux — Suzy Bartolini — Henry Cadou — Bich—Hal — Roger Chapelain-Midy — Frédéric Vidalens — Maïté Delteil — Chantal Lanvin — Gilou — Francois Adnet — Chantal Berry— Mauduit — leanine Gouzy — Pierre Laurent — Brenot — Werner Van Hoylandt COURBEVOIE (FRANCE)
1986 Galerie Jules Dassin et Mélina Mercouri LOS ANGELES (USA)
1986 Prix public — exposition de groupe ESCALQUENS (FRANCE)
1986 Galerie J.AURIEL — exposition particulière TOULOUSE (FRANCE)
1987 En avant-première du ﬁlm "Les lutteurs immobiles", au "Club 13" chez Claude Lelouch.Téléfilm réalisé par André André Farwagi d'après le livre de Serge Brussolo et produit par FR3. Avec Bernard-Pierre Donnadieu(*) et Marie Rivière. Exposition des tableaux apparaissant dans le film.  (*) Bernard-Pierre Donnadieu a notamment tourné dans: Rue Barbare, Le retour de Martin Guerre, Coup de feu, Monsieur Klein, L'homme qui voulait savoir, Jean Moulin, Faubourg 36.
1987 Lauréat du Prix des Galeries de Toulouse à l’exposition organisée par l’A.U.R.A. «Action d’Union pour la relance Artistique» TOULOUSE (FRANCE)
1987 Elu sociétaire du Salon d’automne PARIS  (FRANCE)
1987 Finaliste du grand prix des Arts Plastique de France — la Conciergerie PARIS (FRANCE)
1988 Galerie J.AURIEL — exposition particulière TOULOUSE (FRANCE)
1988 Salon d’automne PARIS (FRANCE)
1988 65ème Salon Méridionaux TOULOUSE (FRANCE)
1989 Beckett Gallery of Hamilton — CANADA «INTERNATIONAL MASTERS OF REALISM» (CANADA)
1989 1er Prix du Xème Festival de l’Art en Tholosie TOULOUSE (FRANCE)
1989 Galerie Le BIBLION — exposition particulière TOULOUSE  (FRANCE)
1989 Galerie WHITE OAK «miniatures 89» MINNEAPOLIS  (U.S.A)
1990 Salon d’automne — sélectionné pour une exposition en République Populaire de CHINE — exposition en Avril 1991 Paris (FRANCE)
1990 Exposition TAIPEI — (TAIWAN)
1990 Galerie Privé (JAPAN)
1990 Galerie ATELIER — exposition de groupe BRIVE LA GAILLARDE (FRANCE)
1991 MASTERWORKS IN MINIATURES MENTOR - OHIO (U.S.A)
1991 Galerie ATELIER — exposition particulière BRIVE LA GAILLARDE (FRANCE)
1991 Invité d’honneur à CHILLY MAZARIN  PARIS (FRANCE)
1992 Salon d'automne, Grand Palais - Exposition de groupe à côté du sculpteur Paul Belmondo PARIS (FRANCE)
1992 MASTER IN MINIATURES MENTOR - OHIO (USA)
1992 Galerie ATELIER — exposition particulière — BRIVE LA GAILLARDE (FRANCE)
1992 Salon d’automne PARIS (FRANCE)
1993 Salon des Indépendants invité pour le « trompe l’oeil contemporain » les maîtres de réalisme au Grand—Palais . Avec la parution d’un ouvrage de Martin Monestier PARIS (FRANCE)
1993 Fondation du Prince Rainier III de Monaco (MONACO)
1993 Sélectionné pour l'exposition à la galerie Henri BRONNE. Parmi le jury: Jean-Michel Folon, César (MONACO)
1993 Galerie Henri BRONNE . exposition de groupe (MONACO)
1993 Grand prix du Festival d‘ESCALENS médaille du Conseil Général. TOULOUSE (FRANCE)
1993 Galerie J. AURIEL . exposition de groupe TOULOUSE (FRANCE)
1993 Galerie ALBEMARLE . exposition de groupe LONDRES (ENGLAND)
1993 Galerie ALBEMARLE . exposition particulière LONDRES (ENGLAND)
1994 Galerie ATELIER . exposition particulière BRIVE LA GAILLARDE (FRANCE)
1995 Exposition «DEN BENGEL» GROTE MARKT, ANVERS (BELGIUM)
1996 Galerie INARD . exposition particulière TOULOUSE (FRANCE)
2000 Galerie « MILLENIUM » ALBEMARLE .exposition de groupe LONDRES (ENGLAND)
2001 Galerie Saint Martin . exposition de groupe BRIVE LA GAILLARDE (FRANCE)
2001 Théâtre de BRIVE -exposition de groupe sur le « trompe-l‘oeil » BRIVE LA GAILLARDE (FRANCE)
2001 Galerie ALBEMARLE . exposition particulière LONDRES (ENGLAND)
2002 Galerie ETTINGER . exposition de groupe NEW—YORK (USA)
2002 Galerie Saint- Martin - exposition particulière BRIVE LA GAILLARDE (FRANCE)
2003 Galerie ALBEMARLE . exposition de groupe . «NEW—YORK NEW YEAR» LONDRES (ENGLAND)
2003 Invité d‘honneur au Château de Lacapelle-Marival LACAPELLE-MARIVAL (FRANCE)
2004 Galerie ALBEMARLE - exposition de groupe LONDRES (ENGLAND)
2004 Galerie Summer - exposition de groupe a «las Terrazas de Banus » MARBELLA (SPAIN)
2004 Galerie Saint-Martin- exposition particulière Antiquité BRETENOUX (FRANCE)
2004 Galerie Antiquité François Lapeyre: . exposition particulière BRIVE LA GAILLARDE (FRANCE)
2005 Galerie Antiquité François Lapeyre: . exposition particulière BRIVE LA GAILLARDE (FRANCE)
2005 Galerie Saint-Martin . exposition CARRE RIVE GAUCHE, rue des Saint-Pères PARIS (FRANCE)
2006 Salon des Indépendants « HOMMAGE a H. CADIOU » Espace Champerret PARIS (FRANCE)
2006 Galerie Saint-Martin exposition CARRE RIVE GAUCHE, rue des Saint-Pères PARIS (FRANCE)
2006 Maison des Consuls . exposition particulière SAINT CÉRÉ (FRANCE)
2006 Librairie Privat « Les trois épis » . exposition particulière BRIVE LA GAILLARDE (FRANCE)
2007 C. LINNE-BUFFON 1707-2007 Domaine Sédières CLERGOUX (FRANCE)
2008 Carré « DOORBELL » ANVERS (BELGIUM)
2009 Galerie DEN HODONK RETIE (BELGIUM)
2009 Galerie TERRES DES ARTS . exposition de groupe sur le thème "Flacons de parfum Guerlain". Rue d’Antibes CANNES (FRANCE)
2009 Galerie TERRES DES ARTS . exposition de groupe .34 , Rue Prétignon PARIS (FRANCE)
2009 Exposition DOORBELL (BELGIUM)
2011 Galerie J. AURIEL TOULOUSE (FRANCE)
2013 Le Cloître de Carennac CARENNAC (FRANCE)
2015 Exposition à la Chapelle St Roch FLOIRAC (FRANCE)
2015 Galerie J. AURIEL TOULOUSE (FRANCE)
2016 Galerie TEMPUS ALVIGNAC (FRANCE)
2016 Galerie J. AURIEL TOULOUSE (FRANCE)
2016 Galerie « station EKEREN » ANVERS (BELGIUM)
2017 Galerie TEMPUS Atelier d'art ALVIGNAC  (FRANCE)
2018 Café Thème Côté Rocher ROCAMADOUR (FRANCE)
2019 Maison des Consults SAINT-CÉRÉ (FRANCE) 